# Кивалина (Аляска)
Кивалина (англ. Kivalina, інупіак:Kivalliñiq) — місто (англ. city) в США, в окрузі Нортвест-Арктик штату Аляска. Населення — 444 особи (2020).
Острів, на якому розташоване місто розташоване під впливом підвищення рівня моря та берегової ерозії. За прогнозом 2013 острів може бути цілком затоплений вже до 2025 року.

## Географія
Розташоване на південній краю бар'єрного острова, який простягнувся між Чукотським морем та лагуною в гирлі річки Кивалина. Розташоване за 130 км на північний захід від міста Коцебу.
У зв'язку з активним розмивом острова цілком імовірний перенос населеного пункту на інше місце, приблизно за 12 км від сучасного місця розташування. Триває вивчення нових територій під перенос міста. Згідно з даними Інженерних військ США орієнтовна вартість переносу Кивалина становить від 95 до 125 млн $; Рахункова Палата США називає цифри від 100 до 400 млн $.
Кивалина розташована за координатами 67°43′43″ пн. ш. 164°32′23″ зх. д. / 67.72861° пн. ш. 164.53972° зх. д. (67.728579, -164.539688). За даними Бюро перепису населення США в 2010 році місто мало площу 10,26 км², з яких 3,87 км² — суходіл та 6,38 км² — водойми. В 2017 році площа становила 10,78 км², з яких 4,24 км² — суходіл та 6,54 км² — водойми.

## Демографія

### Перепис 2010
Згідно з переписом 2010 року, у місті мешкали 374 особи в 85 домогосподарствах у складі 71 родини. Густота населення становила 36 осіб/км². Було 99 помешкань (10/км²).
Расовий склад населення:
| - 96,3 % — корінних американців - 2,1 % — білих |

До двох чи більше рас належало 1,6 %. Частка іспаномовних становила 0,0 % від усіх жителів.
За віковим діапазоном населення розподілялося таким чином: 40,4 % — особи молодші 18 років, 54,3 % — особи у віці 18—64 років, 5,3 % — особи у віці 65 років та старші. Медіана віку мешканця становила 21,3 року. На 100 осіб жіночої статі у місті припадало 90,8 чоловіків; на 100 жінок у віці від 18 років та старших — 92,2 чоловіків також старших 18 років.
Середній дохід на одне домашнє господарство становив 68 329 доларів США (медіана — 52 917), а середній дохід на одну сім'ю — 72 150 доларів (медіана — 53 750). Медіана доходів становила 40 250 доларів для чоловіків та 45 417 доларів для жінок. За межею бідності перебувало 29,9 % осіб, у тому числі 33,6 % дітей у віці до 18 років та 8,8 % осіб у віці 65 років та старших.
Цивільне працевлаштоване населення становило 146 осіб. Основні галузі зайнятості: освіта, охорона здоров'я та соціальна допомога — 30,1 %, публічна адміністрація — 15,8 %, роздрібна торгівля — 14,4 %.

### Перепис 2000
За даними переписом 2000 року населення міста становило 377 осіб. Расовий склад: корінні американці — 96,55 %; білі — 3,45 %. Частка осіб у віці молодше 18 років — 44,0 %; осіб старше 65 років — 6,1 %. Середній вік населення — 21 рік. На кожні 100 жінок припадає 106,0 чоловіків; на кожні 100 жінок у віці старше 18 років — 113,1 чоловіків.
З 78 домашніх господарств в 61,5 % — виховували дітей віком до 18 років, 62,8 % представляли собою подружні пари, які спільно проживають, 15,4 % — жінки без чоловіків, 17,9 % не мали родини. 16,7 % від загальної кількості господарств на момент перепису жили самостійно, при цьому 3,8 % склали самотні літні люди у віці 65 років та старше. В середньому домашнє господарство ведуть 4,83 особи, а середній розмір родини — 5,50 осіб.
Середній дохід на спільне господарство — $30 833; середній дохід на сім'ю — $30 179.

## Транспорт
У місті розташований аеропорт Кивалина, який був побудований 1960 року.